# Liste der Länderspiele der guyanischen Futsalnationalmannschaft
Die nachfolgende Liste enthält alle Länderspiele der guyanischen Futsalnationalmannschaft der Männer, die der Fußballverband von Guyana, die Guyana Football Federation (GFF), im Jahr 2003 gegründet hat. Futsal ist die einzige von der FIFA anerkannte Variante des Hallenfußballs. Bisher wurden 13 Länderspiele ausgetragen, von denen jedoch eins von der FIFA nicht anerkannt wird.

## Länderspielübersicht
Legende
- Erg. = Ergebnis
- n. V. = nach Verlängerung
- i. S. = im Sechsmeterschießen
- abg. = Spielabbruch
- H = Heimspiel
- A = Auswärtsspiel
- * = Spiel auf neutralem Platz
- Hintergrundfarbe grün = Sieg
- Hintergrundfarbe gelb = Unentschieden
- Hintergrundfarbe rot = Niederlage

| Nr.                    | Datum      | Erg. | Gegner                           |   | Austragungsort                                               | Anlass                                     | Bemerkungen |
| ---------------------- | ---------- | ---- | -------------------------------- | - | ------------------------------------------------------------ | ------------------------------------------ | --- |
| 1                      | 19.04.2004 | 11:2 | Turks- und Caicosinseln          | * | Saint Augustine (TRI), UWI Sport & Physical Education Centre | CONCACAF-Meisterschaft 2004- Qualifikation | Erstes Spiel auf neutralem Platz Erster Sieg Erster Sieg auf neutralem Platz Höchster Sieg 1 Höchster Sieg auf neutralem Platz 1 Erstes Länderspiel gegen die Turks- und Caicosinseln |
| 2                      | 20.04.2004 | 11:2 | Saint Vincent und die Grenadinen | * | Saint Augustine (TRI), UWI Sport & Physical Education Centre | CONCACAF-Meisterschaft 2004- Qualifikation | Höchster Sieg 1 Höchster Sieg auf neutralem Platz 1 Erstes Länderspiel gegen Saint Vincent und die Grenadinen                                                                         |
| 3                      | 21.04.2004 | 7:5  | Suriname                         | * | Saint Augustine (TRI), UWI Sport & Physical Education Centre | CONCACAF-Meisterschaft 2004- Qualifikation | Erstes Länderspiel gegen Suriname |
| 4                      | 23.04.2004 | 0:5  | Trinidad und Tobago              | A | Saint Augustine (TRI), UWI Sport & Physical Education Centre | CONCACAF-Meisterschaft 2004- Qualifikation | Erstes Auswärtsspiel Erste Niederlage Erste Auswärtsniederlage Höchste Auswärtsniederlage Erstes Länderspiel gegen Trinidad und Tobago                                                |
| 5                      | 24.07.2004 | 3:10 | Kuba                             | * | Heredia (CRC), Palacio de los Deportes                       | CONCACAF-Meisterschaft 2004- Endrunde      | Erste Niederlage auf neutralem Platz Erstes Länderspiel gegen Kuba |
| 6                      | 26.07.2004 | 0:6  | USA                              | * | Heredia (CRC), Palacio de los Deportes                       | CONCACAF-Meisterschaft 2004- Endrunde      | Erstes Länderspiel gegen die USA |
| 7                      | 28.07.2004 | 3:8  | Panama                           | * | Heredia (CRC), Palacio de los Deportes                       | CONCACAF-Meisterschaft 2004- Endrunde      | Erstes Länderspiel gegen Panama |
| 8                      | 03.04.2008 | 8:2  | Sint Maarten                     | * | Macoya 2 (TRI), Dr. João Havelange Centre of Excellence      | CONCACAF-Meisterschaft 2008- Qualifikation | Länderspiel wird von der FIFA nicht anerkannt, da Sint Maarten kein FIFA-Mitglied ist Erstes Länderspiel gegen Sint Maarten                                                           |
| 9                      | 04.04.2008 | 2:12 | Haiti                            | * | Macoya 2 (TRI), Dr. João Havelange Centre of Excellence      | CONCACAF-Meisterschaft 2008- Qualifikation | Höchste Niederlage Höchste Niederlage auf neutralem Platz Erstes Länderspiel gegen Haiti                                                                                              |
| 10                     | 06.04.2008 | 3:7  | Suriname                         | * | Macoya 2 (TRI), Dr. João Havelange Centre of Excellence      | CONCACAF-Meisterschaft 2008- Qualifikation | |
| 11                     | 22.01.2016 | 2:5  | Curaçao                          | * | Havanna (CUB), Sala Polivalente Kid Chocolate                | CONCACAF-Meisterschaft 2016- Qualifikation | Erstes Länderspiel gegen Curaçao |
| 12                     | 23.01.2016 | 3:4  | Trinidad und Tobago              | * | Havanna (CUB), Sala Polivalente Kid Chocolate                | CONCACAF-Meisterschaft 2016- Qualifikation | |
| 13                     | 24.01.2016 | 3:2  | Antigua und Barbuda              | * | Havanna (CUB), Sala Polivalente Kid Chocolate                | CONCACAF-Meisterschaft 2016- Qualifikation | Erstes Länderspiel gegen Antigua und Barbuda |
| Stand: 27. August 2018 |            |      |                                  |   |                                                              |                                            | |

## Statistik
In der Statistik werden nur die offiziellen Länderspiele berücksichtigt.
Legende
- Sp. = Spiele
- Sg. = Siege
- Uts. = Unentschieden
- Ndl. = Niederlagen
- Hintergrundfarbe grün = positive Bilanz
- Hintergrundfarbe gelb = ausgeglichene Bilanz
- Hintergrundfarbe rot = negative Bilanz

### Gegner
| Land                             | Kontinentalverband | Sp. | Sg. | Uts. | Ndl. | Torverhältnis |
| -------------------------------- | ------------------ | --- | --- | ---- | ---- | ------------- |
| Antigua und Barbuda              | CONCACAF           | 1   | 1   | 0    | 0    | 3:2           |
| Curaçao                          | CONCACAF           | 1   | 0   | 0    | 1    | 2:5           |
| Haiti                            | CONCACAF           | 1   | 0   | 0    | 1    | 02:12         |
| Kuba                             | CONCACAF           | 1   | 0   | 0    | 1    | 03:10         |
| Panama                           | CONCACAF           | 1   | 0   | 0    | 1    | 3:8           |
| Saint Vincent und die Grenadinen | CONCACAF           | 1   | 1   | 0    | 0    | 11:20         |
| Sint Maarten                     | CONCACAF           | 1   | 1   | 0    | 0    | 8:2           |
| Suriname                         | CONCACAF           | 2   | 1   | 0    | 1    | 10:12         |
| Trinidad und Tobago              | CONCACAF           | 2   | 0   | 0    | 2    | 3:9           |
| Turks- und Caicosinseln          | CONCACAF           | 1   | 1   | 0    | 0    | 11:20         |
| USA                              | CONCACAF           | 1   | 0   | 0    | 1    | 0:6           |
| Gesamt                           | Gesamt             | 13  | 5   | 0    | 8    | 56:70         |

### Kontinentalverbände
| Kontinentalverband                 | Sp. | Sg. | Uts. | Ndl. | Torverhältnis |
| ---------------------------------- | --- | --- | ---- | ---- | ------------- |
| AFC (Asien)                        | 0   | 0   | 0    | 0    | 0:0           |
| CAF (Afrika)                       | 0   | 0   | 0    | 0    | 0:0           |
| CONCACAF (Nord- und Mittelamerika) | 13  | 5   | 0    | 8    | 56:70         |
| CONMEBOL (Südamerika)              | 0   | 0   | 0    | 0    | 0:0           |
| OFC (Ozeanien)                     | 0   | 0   | 0    | 0    | 0:0           |
| UEFA (Europa)                      | 0   | 0   | 0    | 0    | 0:0           |
| Gesamt                             | 13  | 5   | 0    | 8    | 56:70         |

### Anlässe
| Anlass                                      | Sp. | Sg. | Uts. | Ndl. | Torverhältnis |
| ------------------------------------------- | --- | --- | ---- | ---- | ------------- |
| CONCACAF-Meisterschaft-Endrundenspiele      | 3   | 0   | 0    | 3    | 06:24         |
| CONCACAF-Meisterschaft-Qualifikationsspiele | 10  | 5   | 0    | 5    | 50:46         |
| Freundschaftsspiele                         | 0   | 0   | 0    | 0    | 0:0           |
| Gesamt                                      | 13  | 5   | 0    | 8    | 56:70         |

### Spielarten
| Spielart                       | Sp. | Sg. | Uts. | Ndl. | Torverhältnis |
| ------------------------------ | --- | --- | ---- | ---- | ------------- |
| Heimspiele (H)                 | 0   | 0   | 0    | 0    | 0:0           |
| Spiele auf neutralem Platz (*) | 12  | 5   | 0    | 7    | 56:65         |
| Auswärtsspiele (A)             | 1   | 0   | 0    | 1    | 0:5           |
| Gesamt                         | 13  | 5   | 0    | 8    | 56:70         |

### Austragungsorte
| Austragungsort  | Land                | Sp. | Sg. | Uts. | Ndl. | Torverhältnis |
| --------------- | ------------------- | --- | --- | ---- | ---- | ------------- |
| Havanna         | Kuba                | 3   | 1   | 0    | 2    | 08:11         |
| Heredia         | Costa Rica          | 3   | 0   | 0    | 3    | 06:24         |
| Macoya          | Trinidad und Tobago | 3   | 1   | 0    | 2    | 13:21         |
| Saint Augustine | Trinidad und Tobago | 4   | 3   | 0    | 1    | 29:14         |
| Gesamt          | Gesamt              | 13  | 5   | 0    | 8    | 56:70         |

### Spielergebnisse
|      | Gegentore | Gegentore | Gegentore | Gegentore | Gegentore | Gegentore | Gegentore | Gegentore | Gegentore | Gegentore | Gegentore | Gegentore | Gegentore |
| Tore | 0         | 1         | 2         | 3         | 4         | 5         | 6         | 7         | 8         | 9         | 10        | 11        | 12        |
| ---- | --------- | --------- | --------- | --------- | --------- | --------- | --------- | --------- | --------- | --------- | --------- | --------- | --------- |
| 0    | -         | -         | -         | -         | -         | 1         | 1         | -         | -         | -         | -         | -         | -         |
| 1    | -         | -         | -         | -         | -         | -         | -         | -         | -         | -         | -         | -         | -         |
| 2    | -         | -         | -         | -         | -         | 1         | -         | -         | -         | -         | -         | -         | 1         |
| 3    | -         | -         | 1         | -         | 1         | -         | -         | 1         | 1         | -         | 1         | -         | -         |
| 4    | -         | -         | -         | -         | -         | -         | -         | -         | -         | -         | -         | -         | -         |
| 5    | -         | -         | -         | -         | -         | -         | -         | -         | -         | -         | -         | -         | -         |
| 6    | -         | -         | -         | -         | -         | -         | -         | -         | -         | -         | -         | -         | -         |
| 7    | -         | -         | -         | -         | -         | 1         | -         | -         | -         | -         | -         | -         | -         |
| 8    | -         | -         | 1         | -         | -         | -         | -         | -         | -         | -         | -         | -         | -         |
| 9    | -         | -         | -         | -         | -         | -         | -         | -         | -         | -         | -         | -         | -         |
| 10   | -         | -         | -         | -         | -         | -         | -         | -         | -         | -         | -         | -         | -         |
| 11   | -         | -         | 2         | -         | -         | -         | -         | -         | -         | -         | -         | -         | -         |